# Kostel svatého Petra a Pavla (Vítkovice)
Kostel svatých apoštolů Petra a Pavla ve Vítkovicích je barokní římskokatolický farní kostel v malé horské obci Vítkovice v Krkonoších, v okrese Semily Libereckého kraje. Je chráněn jako kulturní památka České republiky.

## Historie
Obec Vítkovice byla založena na konci 16. století a vlastní duchovní stavbu představovala nejprve hřbitovní kaple z roku 1699, roku 1784 přestavěná na kostel majitelem vítkovického dvora za podpory hraběte Harracha. V té době spadal pod farnost Poniklá, samostatnou farností jsou Vítkovice od roku 1787.

## Popis

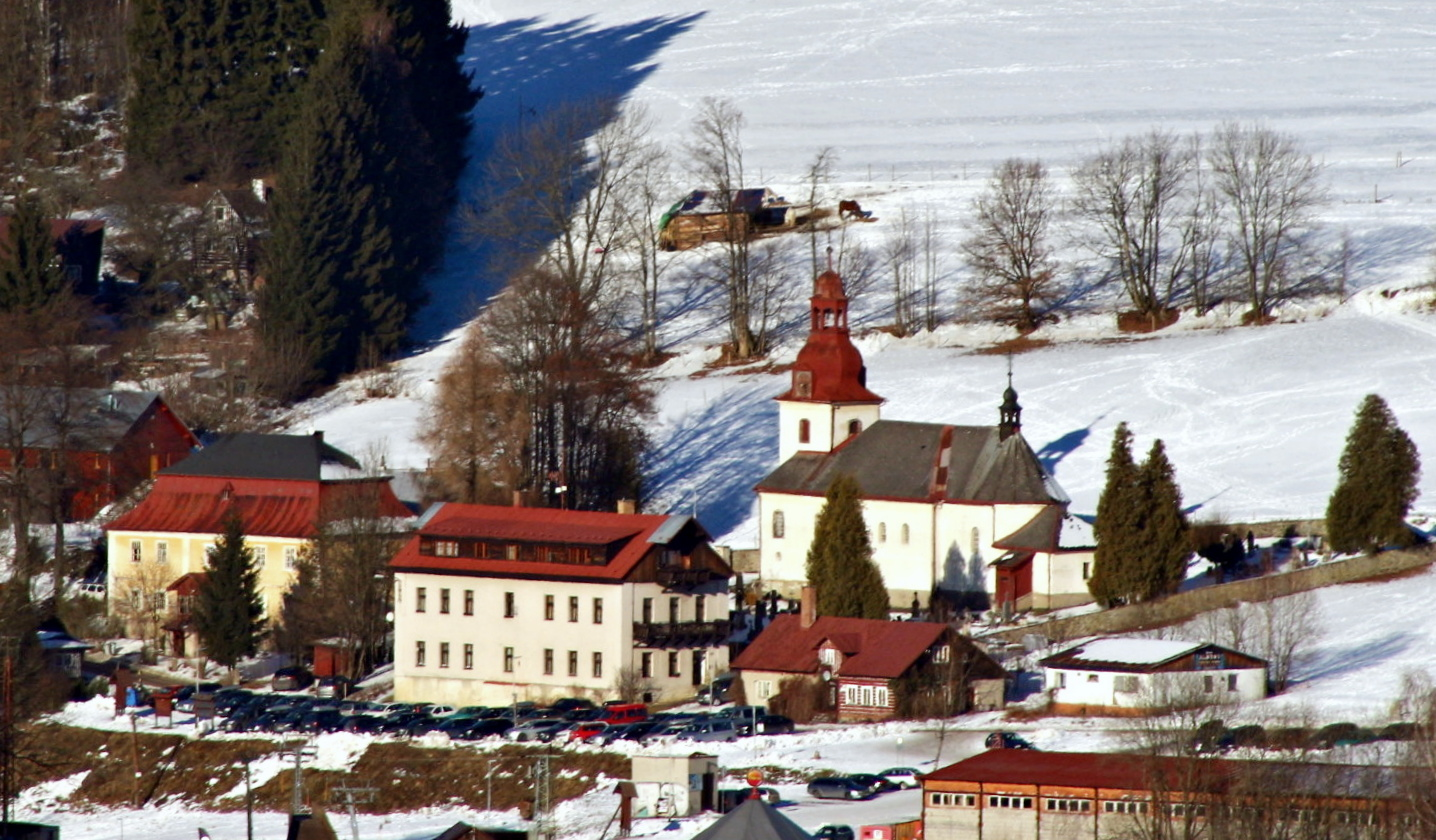
Pohled na kostel od Benecka.

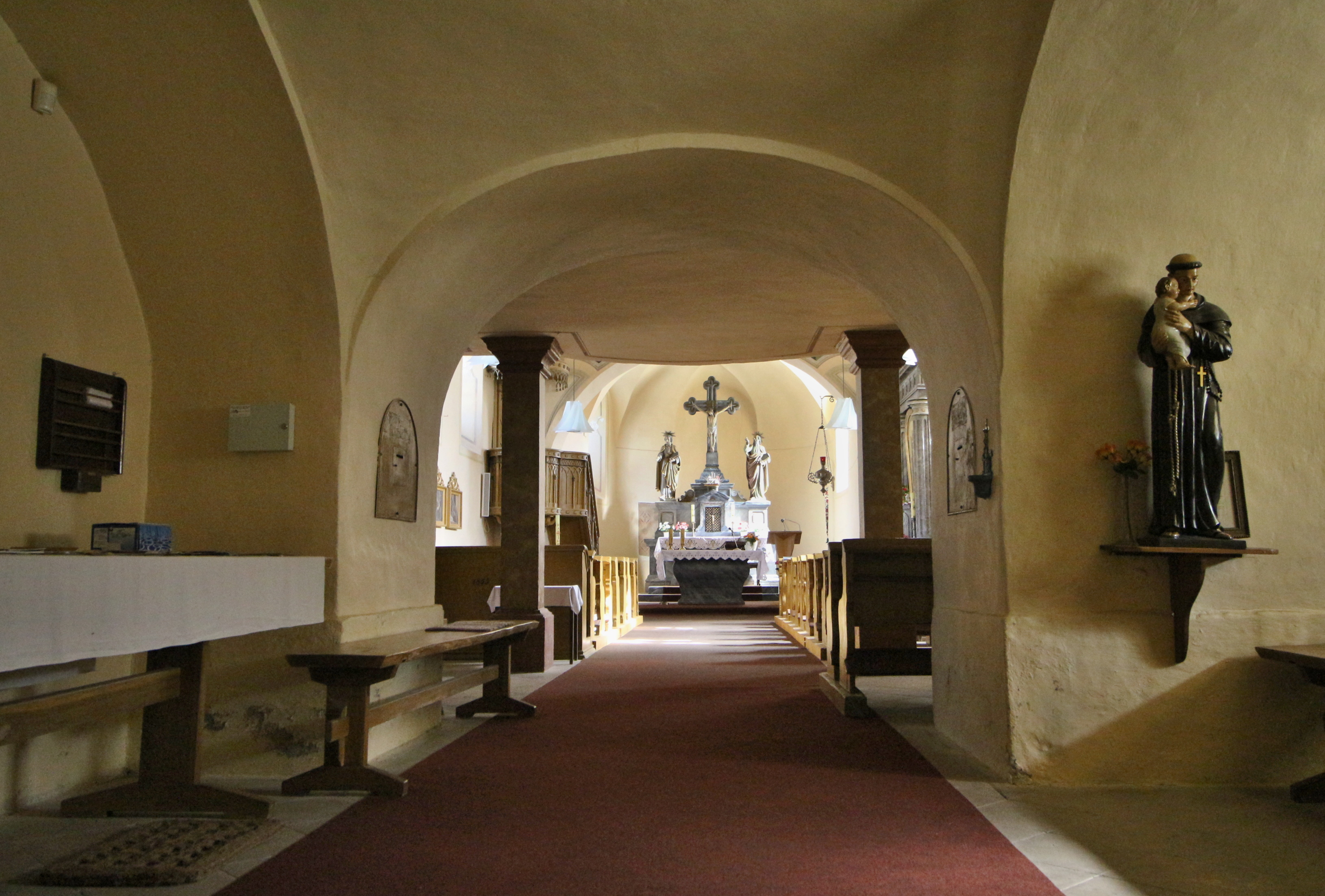
Interiér kostela.

Kostel má poměrně prostý zevnějšek. V interiéru chrámu se nachází mramorový oltář z roku 1883, socha sv. Jana Nepomuckého z roku 1741, nebo lavice s malovanými rokaji na opěradlech a postranicích. Ostatní vybavení pochází ze druhé poloviny 19. století v pseudorenesančním slohu.
Kostel svatých apoštolů Petra a Pavla se hřbitovem se nachází v horní Vítkovic. Je situován ve stráni a tvoří výraznou dominantu obce.

## Duchovní správa
Kostel a farnost spravuje excurrendo P. ThMgr. Joachim Fąs, MSF z Horních Štěpanic. Pravidelné bohoslužby se zde konají o nedělích v 10:30 hodin.